# Muzeul Memorial „Ady Endre”
Muzeul Memorial Ady Endre se află în Oradea și este subordonat Muzeului Țării Crișurilor.